# Scleroptila
Scleroptila es un género de aves galliformes perteneciente a la familia Phasianidae. Sus miembros que anteriormente se clasificaban en el género Francolinus, se denominan comúnmente francolines y habitan en el África subsahariana.

## Especies
Se reconocen siete especies en el género:
- Scleroptila streptophora - francolín acollarado;
- Scleroptila afra - francolín aligrís;
- Scleroptila levaillantii - francolín alirrojo;
- Scleroptila finschi - francolín de Finsch;
- Scleroptila shelleyi - francolín de Shelley;
- Scleroptila psilolaema - francolín etíope;
- Scleroptila gutturalis - francolín del Orange.